# Роберт фон Клюбер
Роберт фон Клюбер (нім. Robert Emil Adolf von Klüber; 15 вересня 1873, Берлін — 2 березня 1919, Галле) — німецький офіцер, оберстлейтенант Прусської армії і рейхсверу. Кавалер ордена Pour le Mérite.

## Біографія
Син генерал-майора Прусської армії Фрідріха фон Клюбера (1833–1908) і його дружини Шарлотти, уродженої графині фон Брокдорфф (1845). В 1891 році вступив фанен-юнкером в 15й уланський полк. В серпні 1892 року отримав звання лейтенанта, після чого вступив в Прусську військову академію. В 1910 році отримав звання ротмістра і командував ротою 3-го гвардійського Уланського полку. У жовтні 1912 року отримав звання майора та служив у Генеральному штабі. У 1913 році став військовим аташе посольства в Брюсселі, а потім у Гаазі та Парижі.

### Перша світова війна
На початку Першої світової війни Клюбер повернули на батьківщину і недовгий час у серпні 1914 року служив у штабі 4-ї кавалерійської дивізії. На початку вересня його перевели в штаб 11-го корпусу, де він служив до червня 1915 року, коли став начальником штабу 9-го корпус під командуванням Фердинанда фон Кваста. Вищезгаданий корпус займав позиції на річці Ена, а потім був перекинутий спочатку в Шампань, пізніше — на Сомму, де Клюбер брав участь у битві на Соммі.
У грудні 1916 року Клубер став начальником штабу армійської групи «А», якою тоді командував Карл Людвіг д'Ельза. Цю посаду він обіймав до квітня 1917 року, коли став начальником штабу 1-ї армії під командуванням Фріца фон Белова. У червні 1918 року він повернувся на посаду начальника штабу армійської групи «А», яку обіймав до жовтня 1918 року, коли став начальником штабу 17-ї армії під командуванням Бруно фон Мудра.

### Після війни
Після закінчення війни Клюбер служив офіцером зв'язку між військовим міністерством Пруссії та республіканським урядом. У цій якості його направили в Галле для з'ясування ситуації в місті, що перебував у сум'ятті. 2 березня 1919 року Клюбер у цивільному увійшов до міста, щоб дізнатися, як справи в Галле, але його впізнали і доставили до суду. Його передали натовпу, розстріляли та кинули у річку Заале. Незважаючи на тяжке поранення, йому вдалося дістатися берега. Його знову вдарили прикладом, потім добили пострілом та знову кинули у річку. Похований на берлінському цвинтарі Інваліденфрідгоф.

## Сім'я
8 березня 1898 року одружився в Берліні з Ельзою фон Мюльберг (1877), дочкою генерал-майора Пауля фон Мюльберга.

## Нагороди
- Столітня медаль
- Орден Червоного орла 4-го класу
- Орден Корони (Пруссія) 4-го класу
- Орден «За заслуги» (Вальдек) 4-го класу
- Орден Лева і Сонця 5-го ступеня (Каджарський Іран)
- Орден Меча, лицарський хрест 1-го класу (Швеція)
- Орден Святого Йоанна (Бранденбург), почесний лицар
- Залізний хрест 2-го і 1-го класу
- Королівський орден дому Гогенцоллернів, лицарський хрест з мечами
- Pour le Mérite (14 червня 1917)

## Вшанування пам'яті
На честь Клюбера названий міст, з якого його скинули в Залле. В 1937 році на його честь також була названа вулиця в Берліні.